# Caloncoba glauca
Caloncoba glauca är en tvåhjärtbladig växtart som först beskrevs av Ambroise Marie François Joseph Palisot de Beauvois, och fick sitt nu gällande namn av Ernest Friedrich Gilg. Caloncoba glauca ingår i släktet Caloncoba och familjen Achariaceae. Inga underarter finns listade i Catalogue of Life.